# Brachypelma mesomelas
Brachypelma mesomelas là một loài nhện trong họ Theraphosidae. Loài này phân bố ờ Trung Mỹ bao gồm Costa Rica.